# Ermita de Polop
La ermita de Polop o ermita de San Isidro Labrador se encuentra situada en el valle de Polop, Alcoy, (Alicante, España) entre los parques naturales de la Sierra de Mariola y de la Fuente Roja.
La ermita fue construida en el siglo XVII o XVIII para dar servicio religioso a las numerosas masías del valle de Polop y su construcción fue impulsada por los habitantes de las masías del valle. Está consagrada al culto de san Isidro Labrador. 
Administrativamente pertenece a la partida rural de Polop Alt, en Alcoy. Eclesiasticamente la ermita fue constituida en parroquia el 15 de junio de 1972, aunque es atendida por el párroco de San José Obrero del barrio alcoyano de Batoy, el barrio más cercano al valle en Alcoy, perteneciente también a la Archidiócesis de Valencia. 
Arquitecturalmente, consta de una única nave central de planta rectangular y mide 15,56 por 3,97 metros, forma dos altares o capillas en ambos laterales construidas por particulares cuyos nombres figuran en ellas. La ermita consta también de la antigua rectoría, la vivienda del rector. Hasta finales del siglo XIX la ermita estuvo habitada por el rector, el cual disponía de una vivienda propia anexa a la propia ermita.

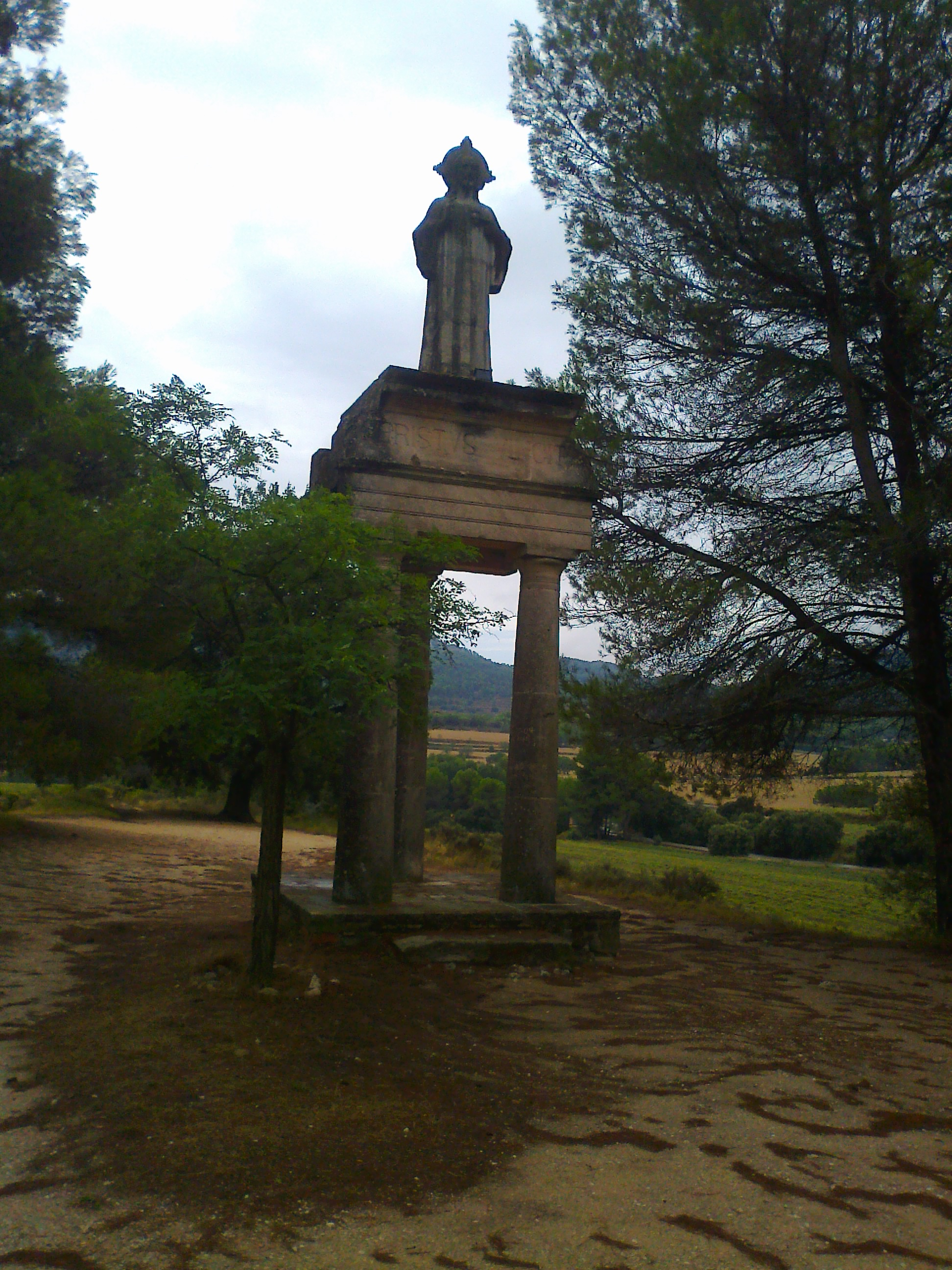
Monumento dedicado al Sagrado Corazón de Jesús en la Ermita de Polop, Alcoy (Alicante)

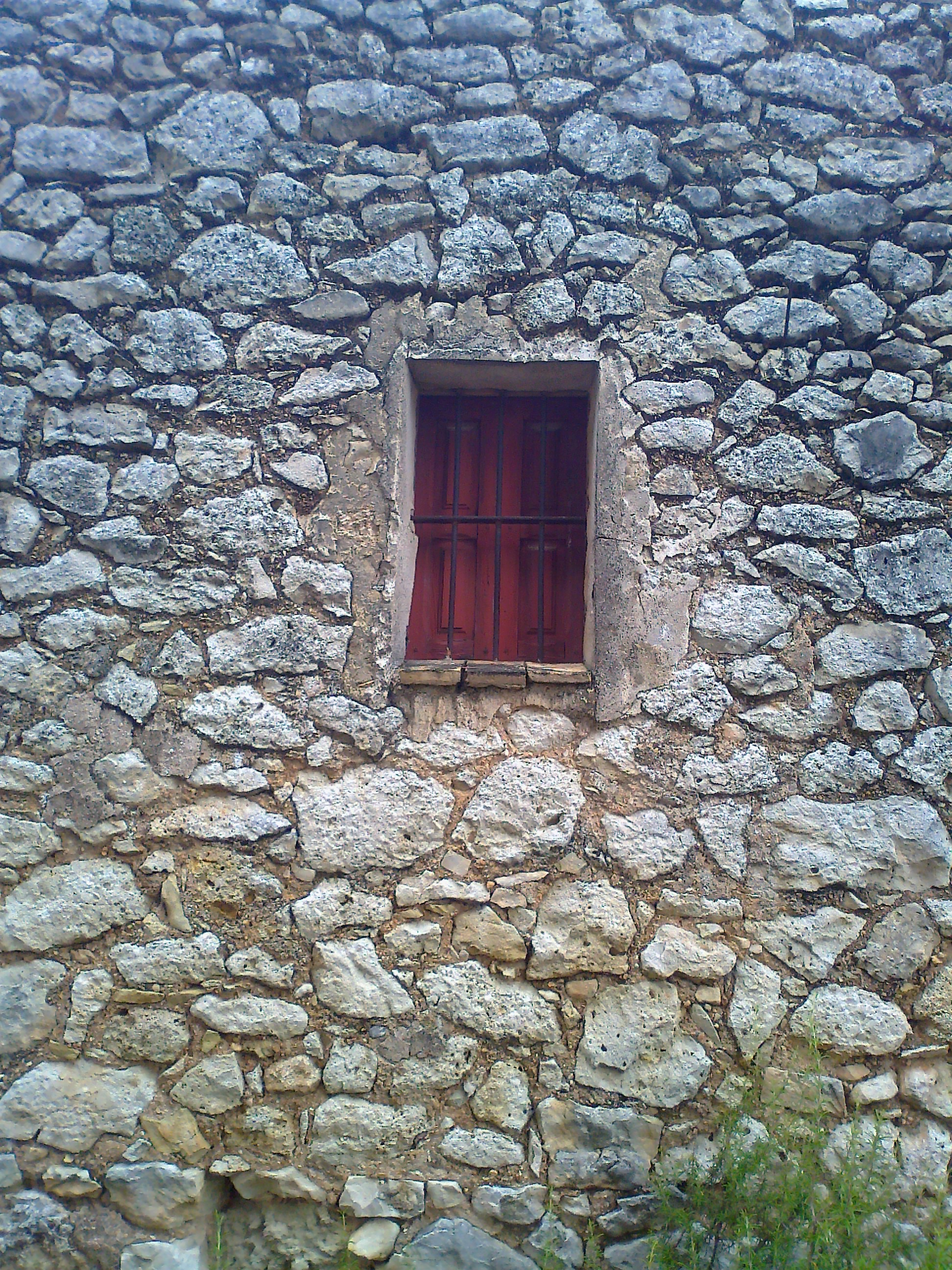
Detalle de la Ermita de Polop

En el exterior consta de una explanada entre pinos, con un monumento dedicado al Sagrado Corazón de Jesús del artista alcoyano Fernando Cabrera Cantó. Tiene una base realizada sobre piedra calcárea y sobre ella se levantan tres columnas de orden dórico. En su friso se halla una inscripción en latín Chcristus Vincit y en la parte trasera MCMXVII, el año 1917 de su construcción. Finalmente está rematado por una figura de Jesús.
Tradicionalmente ha sido sustentada y mantenida por las masías del valle. Su estado de conservación es bueno. Hasta hace poco, las sillas de la ermita estaban rotuladas en su respaldo con el nombre de cada masía que las aportó.
En la ermita se celebra la tradicional procesión de la bendición de los campos del valle de Polop en el último domingo del mes de agosto. La celebración está dedicada a San Isidro y pide anualmente por las buenas cosechas de los campos y la agricultura del valle.

## Himno de Polop
Durante la celebración de la Procesión de la bendición de los campos también se canta un sencillo pero centenario himno propio del valle, popularmente conocido como Himno de Polop. Su contenido es de carácter religioso. Su texto es el siguiente:
Cantemos, fervientes,
aquí en este suelo,
a Cristo, consuelo
de toda aflicción.
Polop, Señor, te aclama
y pide con amor
protejas a esta partida
que te quiere por Rey y Señor.
Polop, Señor, te aclama
y pide con amor
protejas a esta partida
que te quiere por Rey y Señor,
Por Rey y Señor.